# Penstemon leptanthus
Espèce
Penstemon leptanthus  est une espèce de plantes de la famille des Plantaginacées, originaire d'Amérique du Nord. Elle est connue sous le nom de   Sevier Plateau Beardtongue en anglais.  Cette espèce est synonyme de Penstemon tidestromii.